# Hollókői Tájvédelmi Körzet
A Hollókői Tájvédelmi Körzet 1977-ben létesített, a Bükki Nemzeti Park igazgatóságának természetvédelmi kezelésében lévő tájvédelmi körzet a Nógrád vármegyei Hollókő község területén. Területe 1,495 km², ami magába foglalja Hollókő-Ófalu védett falurészt és a hollókői várat is, és 1987 óta az UNESCO világörökség része. A Bükki Nemzeti Park Igazgatósága kijelölt egy vár körüli – zöld színnel jelzett, 23 ismertető táblával ellátott – vártúra ösvényt, ami a terület kulturális és természeti értékeit mutatja be.

## Vártúra ösvény
A vártúra ösvény első szakasza a parkolótól a hollókői várig vezet. A megtekintés után a vártól lefele az Ófaluig kalauzolja a látogatót. Mindkét helyszín a világörökség területén van. Az ösvény egyik leágazása a Várhegyet körülölelő biológiai ösvényként vezet vissza a parkolóhoz. Az Ófalu megtekintése után az ösvény másik végpontja Hollókő Újfalujában ér véget.
A hollókői kultúrtájat emberkéz formálja az ősidők óta.  A dombvidék mozaikszerű tájat képvisel, ahol a Cserhátra jellemző típusos élőhelyek találhatók meg. A kerékpárosok végighaladhatnak azon a 6 km hosszú kerékpárúton, amivel a község minden pontját elérhetik. Pihenni, érdemes megállni a helyiek portái előtt, s meghallgatni történeteiket a régi szokásokról, hagyományokról, helyi adomákról. Az őslakosok, akik büszkék lakóhelyükre, barátsággal fogadják az odalátogatók érdeklődését.

## Múzeumok, kiállítóhelyek

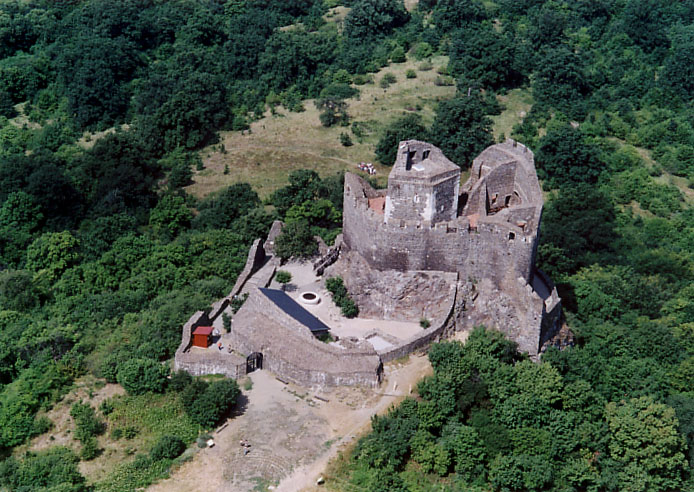
Hollókői vár

- Falumúzeum: XX. század eleji hollókői házbelső bemutatása: A három helyiségből álló, szoba-konyha-kamra beosztású épület berendezése egy, az öregszülővel együtt élő kisgyermekes család otthonát mutatja be a XX. század első éveiből.
- Tájház: Hollókő Tájvédelmi Körzetének történelme: A vidék természeti értékeit, valamint a táj és az itt élő ember kapcsolatát mutatja be egy felújított parasztházban a Bükki Nemzeti Park kezelésében lévő Hollókői Tájvédelmi Körzet állandó kiállítása.
- Postamúzeum: postatörténeti kiállítás: az egyik régi lakóházban berendezett múzeum állandó kiállításai a magyar posta évszázadait, valamint Nógrád vármegye postatörténetét mutatják be.
- Kiállítóhely: Kelemen Ferenc fafaragó kiállítása és Ember és erdő kiállítás: az Ófaluban található az „Erdő és az ember” nevet viselő bemutató ház. Ebben bemutatják az ember és az erdő több ezer éves kapcsolatát, és az erdőgazdálkodási tevékenységegeket. A látogatók betekintést kapnak az erdő szerepéről a térségben, a régmúltban használt eszközökre, fafaragásokra.
- Babamúzeum: Palóc baba gyűjtemény: Közel 200 nagyméretű porcelánbaba hordja a palócföld színes népviseleteit. Időszaki kiállítások keretében bemutatják más magyar vidékek változatos népi öltözködését is.
- Szövőház: szövéstörténeti kiállítás: a Szövőházban szövéstörténeti kiállítás és alkotóház kapott helyet. A látogatók megismerkedhetnek a kézi szövés fejlődésével, a kender feldolgozásának folyamatával, eszközeivel és a szövés különböző típusaival.